# Cenk Akyol
Pour les articles homonymes, voir Akyol.
Cenk Akyol, né le 16 avril 1987 à Kadiköy, est un joueur turc de basket-ball.

## Biographie
Il est sélectionné en 59e position par les Hawks lors de la draft 2005, mais ne jouera pas un match en NBA.

## Palmarès

### En club
- Champion de Turquie 2004, 2005
- Finaliste du Championnat de Turquie 2006
- Coupe de Turquie 2006

### Avec la sélection nationale
- Championnat du monde
  -  Médaille d'argent du Championnat du monde 2010 en Turquie
  - 11e du Championnat du monde 2006 au Japon
- Championnat d'Europe
  - 6e du Championnat d'Europe 2005 en Serbie
  - Médaille d'argent du Championnat d'Europe de basket-ball masculin des 20 ans et moins 2006
  - Médaille d'argent du Championnat d'Europe de basket-ball masculin des 18 ans et moins 2004 à Saragosse et 2005
  - Médaille d'argent du Championnat d'Europe de basket-ball des 16 ans et moins 2003